# Un'australiana a Roma
Un'australiana a Roma è un film per la televisione italiano del 1987 diretto da Sergio Martino e prodotto da Rai 3.
Nel cast figuravano due protagonisti dei fotoromanzi dell'epoca come Massimo Ciavarro e Lara Wendel, l'allora caratterista Maurizio Mattioli e un'ancora semi-sconosciuta Nicole Kidman.

## Trama
Film appartenente a un progetto europeo riguardante le disabilità, narra dell'arrivo a Roma di due turiste australiane, Jill e Susan, che scoprono le bellezze nascoste della Città eterna grazie al giovane Pierluigi, che farà loro da cicerone portandole in giro per la città.
Jill e Pierluigi finiranno per innamorarsi, ma questi, vittima di un incidente stradale, condannato a vivere su una carrozzina, si spara.
Il fratello seminarista si innamora a sua volta, corrisposto, dalla giovane.